# Murad Mirzayev
Murad Telman oglu Mirzayev (en azerí: Murad Telman oğlu Mirzəyev; Sabirabad, 31 de marzo de 1976 - Tartar, 2 de abril de 2016) fue militar de Azerbaiyán, teniente coronel de las Fuerzas Armadas de Azerbaiyán, Héroe Nacional de la República de Azerbaiyán.

## Biografía
Murad Mirzayev nació el 31 de marzo de 1976 en Sabirabad. En 1991-1994 estudió en el liceo militar. En 1998 se graduó de la Academia Militar de Turquía. También participó en los cursos militares en Estados Unidos, Rumania y Jordania.
El 2 de abril de 2016 comenzó la Guerra de los Cuatro Días en la línea de contacto. Murad Mirzayev participó en esta guerra y el 3 de abril cayó mártir por la liberación de la aldea Talish. El 11 de abril Murad Mirzayev fue enterrado en la Segunda Callejón de Honor.
El 19 de abril de 2016, de acuerdo con la orden del presidente de Azerbaiyán, Ilham Aliyev, Murad Mirzayev recibió póstumamente el título de "Héroe Nacional de Azerbaiyán".

## Premios y títulos
- Medalla de distinción en el Servicio Militar (Azerbaiyán)
- Medalla de distinción en el Servicio Militar (Azerbaiyán)
- Héroe Nacional de la República de Azerbaiyán (2016)[3]